# 瓦勒藏
瓦勒藏（法語：Valezan，法語發音：[valzɑ̃]）是法国萨瓦省的一个旧市镇，属于阿尔贝维尔区。2016年，瓦勒藏与临近的3个市镇合并为新市镇拉普拉涅-塔朗泰斯。

## 地理
瓦勒藏（45°34'29"N, 6°41'37"E）面积8.01 平方千米，位于法国奥弗涅-罗讷-阿尔卑斯大区萨瓦省，该省份为法国东部省份，历史上为薩伏依的一部分，北起上萨瓦省，西接伊泽尔省和安省，南部和东部与上阿尔卑斯省和意大利接壤。
与瓦勒藏接壤的市镇（或旧市镇、城区）包括：贝朗特尔、莱沙佩勒、拉科特代姆、拉普拉涅-塔朗泰斯、马科拉普拉涅。

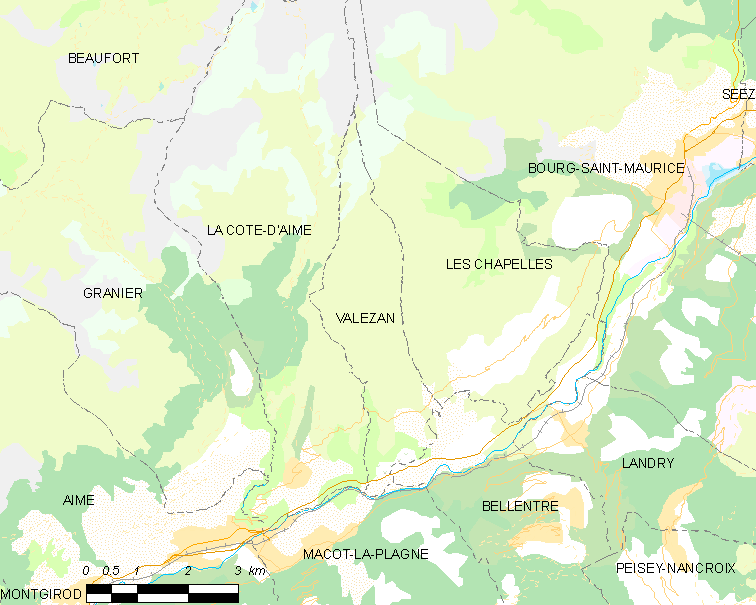
瓦勒藏的OSM定位图

瓦勒藏的时区为UTC+01:00、UTC+02:00（夏令时）。

## 行政
瓦勒藏的邮政编码为73210，INSEE市镇编码为73305。

## 政治
瓦勒藏所属的省级选区为圣莫里斯堡县。

## 人口

1962-2008年间瓦勒藏人口变化图示

瓦勒藏于2018年1月1日时的人口数量为198人。